# Pomorske navigacijske luči
Pomorske navigacijske luči so svetlobna znamenja, ki jih morajo plovila po mednarodnih pravilih o izogibanju trčenj na morju od sončnega zahoda do sončnega vzhoda ter v vseh drugih primerih, ko je to potrebno, uporabljati. V tem času plovila ne smejo imeti prižganih drugih luči, razen če ostale luči ne zmanjšujejo njihove vidljivosti.

## Karakteristike luči
| Naziv                                       | Barva  | Kot vidljivosti | Vidljivost: plovilo > 50 m | plovilo 12-50 m     | plovilo < 12 m |
| Jamborna luč                                | bela   | 225 stopinj     | 6 milj                     | 5 Nm (< 20 m: 3 Nm) | 2 Nm           |
| Bočna luč (desna)                           | zelena | 112,5 stopinj   | 3 milje                    | 2 Nm                | 1 Nm           |
| Bočna luč (leva)                            | rdeča  | 112,5 stopinj   | 3 milje                    | 2 Nm                | 1 Nm           |
| Krmna luč                                   | bela   | 135 stopinj     | 3 milje                    | 2 Nm                | 2 Nm           |
| Vlečna luč                                  | rumena | 135 stopinj     | 3 milje                    | 2 Nm                | -              |
| Sidrna luč                                  | bela   | 360 stopinj     | 3 milje                    | -                   | -              |
| Krožna luč (bela, rdeča, zelena ali rumena) | bela   | 360 stopinj     | 3 milje                    | 2 Nm                | -              |
| Druge delovne luči                          | bela   | 360 stopinj     | 3 milje                    | -                   | -              |

## Plovila na mehanični pogon
Definicija: plovilo na mehanični pogon je tisto plovilo, ki se premika s pomočjo motorja.
- Plovila na motorni pogon se delijo na:
  - plovila, daljša od 50 metrov (primer 23-a).
  - plovila, krajša od 50 metrov in daljša od 12 metrov (primer 23-b).
  - plovila, krajša od 12 metrov (primer 23-c).
  - plovila, krajša od 7 metrov (primer 23-d).

- Primer 23-a
- Primer 23-b
- Primer 23-c
- Primer 23-d

- Plovila z majhnim ugrezom ali brez ugreza (ladja na zračni blazini, hoverkrafti).
  - dolžina nad 50 m brez ugreza (primer 23-x).
  - dolžina do 50 m brez ugreza (primer 23-y).

Tovrstna plovila morajo imeti takrat, ko plovejo brez spodriva, še rumeno bliskajočo krožno luč.
- Primer 23-x
- Primer 23-y

## Ladje, ki vlečejo ali potiskajo
Definicija: 
- Vlečna ladja: je katerakoli ladja na mehanični pogon, ki vleče drugo ladjo
- Dolžina vleke: meri se od krme vlečene ladje do krme vlečne ladje. Glede na dolžino vleke, razlikujemo: 
  - vleka je krajša od 200 m: (bočna luč, krmna luč), dve jamborni luči, navpično druga nad drugo, luč za vlečenje, navpično nad krmno lučjo (primer 24-a)
  - vleka je daljša od 200 m: kot prejšnja, le da ima tri jamborne luči, navpično eno nad drugo (primer 24-a2)

- Ladje, ki potiskajo, skupaj s potiskano ladjo tvorijo trdno povezavo: 
  - skupna dolžina je večja od 50 m (primer 24-b).
  - skupna dolžina je manjša od 50 m (primer 24-c).

- Primer 24-a
- Primer 24-a2
- Primer 24-b
- Primer 24-c

## Jadrnice ali ladje na vesla
- Jadrnica, med plovbo, mora imeti bočni luči in krmno luč. (primer 25-a)
- če je krajša od 20 m ima lahko te luči kombinirane v eni svetilki, postavljeni na vrhu ali blizu vrha jambora. (primer 25-b)
- jadrnica ima lahko na vrhu jambora tudi dodatni dve luči (rdečo in zeleno). (primer 25-c)
- jadrnica ali plovilo na vesla, krajše od 7 m, lahko svetlobno znamenje oddaja tudi z ročno svetilko oz. svetilko z belo svetlobo. (primer 25-d).

- Primer 25-a
- Primer 25-b
- Primer 25-c
- Primer 25-d

## Ribiške ladje
Ribiške ladje se glede na opozorila nepribliževanju drugih plovil delijo v dve kategoriji: na ribiške ladje, ki vlečejo mreže in tiste, ki ne lovijo rib. Ladja, ki vleče vlečne mreže ali drugi ribolovni pribor, mora imeti krožni luči, ki sta postavljeni druga nad drugo (zgornja zelena, spodnja bela). 
- ribolov oz. vleka mrež dolžine nad 50 m brez motorja (primer 26b1)
- ribolov oz. vleka mrež, krajših od 50 m brez motorja (primer 26b2)
- ribolov oz. vleka mrež, krajših od 50 m z motorjem (primer 26b3)
- ribolov oz. vleka mrež dolžine nad 50 m z motorjem (primer 26b4)

- Primer 26b1
- Primer 26b2
- Primer 26b3
- Primer 26b4

- Ribiške ladje, ki ne ribarijo z vlečnicami, vendar so zaposlene z ribolovom in imajo otežen maneverski proces: 
  - ribolov z motorjem (primer 26c1)
  - ribolov brez motorja (primer 26c2)

- Primer 26c1
- Primer 26c2

## Ladje, nesposobne za manevriranje in ladje z omejeno sposobnostjo manevriranja
- - ladja, nesposobna za manevriranje, brez pogona (primer 27a)
  - ladja, nesposobna za manevriranje, s pogonom (primer 27a1)

- Primer 27a
- Primer 27a1

## Ladje, omejene s svojim ugrezom
- Ladja, omejena z ugrezom, ima lahko na svojem najvišjem mestu tri rdeče krožne luči (druga nad drugo) ali znamenje v obliki valja. (primer 28)

- Primer 28

## Pilotske ladje
- Pilotska ladja mora imeti med opravljanjem svoje naloge na vrhu jambora dve krožni luči (druga nad drugo: zgornja bele, spodnja pa rdeče barve: primer 29)
- kadar je zasidrana (primer 29a)
- kadar ne plove, veljajo zanjo enaka pravila kot za vse druge ladje njene dolžine.

- Primer 29
- Primer 29a

## Zasidrane ali nasedle ladje
- zasidrana ladja, daljša od 50 m (primer 30a).
- zasidrana ladja, krajša od 50 m (primer 30b).

- nasedla ladja (primera 30d in 30d2)

- Primer 30a
- Primer 30b
- Primer 30d
- Primer 30d2